# Alienware (công ty máy tính)
Alienware là một công ty  phần cứng máy tính có trụ sở ở Mỹ, công ty con của Dell. Sản phẩm của họ được thiết kế cho game và có thể nhận ra bởi thiết kế theo chủ đề người ngoài hành tinh của họ. Alienware thành lập vào năm 1996 bởi Nelson Gonzalez và Alex Aguila. Công ty có trụ sở ở The Hammocks, Miami, Florida.

## Lịch sử

### Tổng quát
Được thành lập năm 1996 bởi Nelson Gonzalez và Alex Aguila, Alienware lắp ráp desktop, notebook, workstation, và các gaming consoles cho PC. Theo các nhân viên, tên gọi "Alienware" được chọn bởi vì sự hâm mộ của các thành viên sáng lập công ty với series phìm truyền hìnhThe X-Files, chúng cũng truyền cảm hứng cho tên gọi của các dòng sản phẩm của hãng ví như Area-51, Hangar 18, và Aurora.

### Mua lại và tình trạng hiện tại
Dell đã xem xét mua lại Alienware từ năm 2002, nhưng không đạt được đồng thuận về giá cả cho đến 22/3/2006. Công ty con mới vẫn giữ kiểm soát về thiết kế và tiếp thị trong khi hưởng lợi từ sức mua, quy mô bán hàng và hệ thống phân phối của Dell, giúp họ giảm được các chi phí vận hành.
Ban đầu, Dell duy trì sự cạnh tranh của dòng PC chơi game XPS, và thường bán thiết bị với các thông số kỹ thuật tương tự, có thể làm ảnh hưởng đến thị phần của Alienware trong chính phân khúc của họ. Sau khi tái cơ cấu lại vào mùa xuân năm 2008, thương hiệu XPS đã bị thu hẹp lại, phiên bản XPS Desktop đã bị loại bỏ và hãng chỉ duy trì phiên bản XPS Notebooks.
Bộ phận phát triển PC chơi game đã được hợp nhất với bộ phận game của Dell, và Alienware trở thành thương hiệu thiết bị chơi game hàng đầu của Dell. Ngày 2/6/2009, The M17x được giới thiệu như hệ thống mạng thương hiệu Alienware/Dell đầu tiên. Việc ra mắt này cũng mở rộng các tiếp cận toàn cầu của Alienware từ 6 lên 35 quốc gia và 17 ngôn ngữ.

## Các Model sản phẩm (sau khiDell mua lại)

### Thiết bị console dựa trênWindows
Alienware tuyên bố hãng sẽ phát hành một series các thiết bị game consoles bắt đầu từ 2014, nhằm cạnh tranh với Sony PlayStation, Nintendo Wii U, và Microsoft Xbox. Sản phẩm đầu tiên trong series này, Alpha, chạy trên Windows 8.1. Hệ điều hành và khả năng chơi game PC đã chia tách Alpha từ Thế hệ thứ tám của video game consoles. Vào quý 3 năm 2016, Alienware đã công bố phiên bản thử của Alpha, Alpha R2. R2 sử dụng vi xử lý thế hệ 6 của Intel, một tùy chọn card đồ họa AMD Radeon R9 M470X hoặc Nvidia GeForce 960, và hỗ trợ Graphics Amplifier độc quyền của Alienware. Nó được phát hành cùng Windows 10.

### Graphics Amplifier
Graphics Amplifier cho phép một laptop Alienware có thể gắn thêm phần lớn các card đồ họa rời để tâng hiệu suất hoạt động.

### Laptops
18 Inch
- M18x (Ngừng phát triển) - Ra mắt năm 2011, là sự thay thế cho các thiết kế M17x, nhưng với kích thước lớn hơn, màn hình lên đến 18.4 inches, hỗ trợ hai MXM 3.0B GPU, macro bàn phím riêng, và hỗ trợ lên đến 32 GB RAM DDR3-1600 MHz. Bán ra cùng với vi xử lý Intel Sandy Bridge và các tùy chọn AMD Radeon 6870M/6970M/6990M Radeon HD 6000 Series GPU, Nvidia GeForce 500 Series GPU. Ép xung CPU cũng là một tùy chọn có sẵn
- M18x-R2 (Ngừng phát triển) - 2012 một sửa đổi của M18x; ban đầu bán ra cùng với vi xử lý Intel Sandy Bridge, sau này được cập nhật lên vi xử lý Intel Ivy Bridge, single hoặc dual Nvidia GeForce 600 Series GPU, single hoặc dual AMD Radeon HD 7970M Radeon HD 7000 Series GPU, hỗ trợ tới 32 GB RAM DDR3-1600 MHz,và tùy chọn ép xung
- Alienware 18 (Discontinued) - 2013 làm mới thiết kế M18x; cập nhật lên vi xử lý Intel Haswell, single hoặc dual Nvidia GeForce 700 Series GPU, single hoặc dual AMD Radeon R9 M290X GPU, hỗ trợ đến 32 GB RAM DDR3L-1600 MHz, và SSD 1TB Raid0 cùng với facelift được thiết kế mới. Giới thiệu là "Alienware 18" nhưng niêm yết ở một số nước là "M18XR3 Viking".[20]
- Alienware 18 (2014) (ngừng phát triển) - 2014 Phiên bản cập nhật của Alienware 18 hay "M18x R3"; Cập nhật vi xử lý Intel Haswell, single hoặc dual Nvidia GeForce 800 Series GPU(s), hỗ trợ 32 GB RAM DDR3-1600 MHz, và tùy chọn ép xung.
- Alienware 18 (2015) (ngừng) - 2015 là phiên bản phát hành giời hạn của Alienware 18 trước đó, với cập nhật dual Nvidia GeForce 900 Series GPUs và hỗ trợ 32 GB RAM DDR3L-1600 MHz.
- Alienware Alpha (Discontinued) - A PC/console hybrid introduced in 2014. It contains a custom-built Nvidia GeForce GTX 860M; a Core i3, i5, or i7 Intel Processor, depending on what model is purchased, up to 8 gigabytes of RAM; and between 500 gigabytes and 2 terabytes of hard drive space.
- Alienware Alpha R2 - Alienware's update to the small form factor released on ngày 13 tháng 6 năm 2016. It contains (depending on customer choice) a AMD Radeon R9 M470X GPU with 2 GB GDDR5 memory or an NVIDIA GeForce GTX960 GPU with 4GB GDDR5. The processor line chosen this rendition are 6th generation Intel processors; the i3 6100T, i5 6400T, or i7 6700T. The RAM from factory comes in either 1 stick of 8GB or 16GB configurations of DDR4 memory clocked at 2133 MHz, and the system comes with but 1 SoDIMM slot. Hard-drive options have been expanded to include a HDD, SSD, or both. The HDD comes in one size, 1TB at 7200rpm, whilst the SSD is available in the M.2 mini-PCIe standard ranging in sizes between 256GB to 1TB. The new console also has a Graphics Amplifier slot with all models except the Nvidia GeForce GTX GPU. The console ships with Windows 10.[21]

### Desktop
Aurora
- The Aurora R1 (Ngừng phát triển) - Model được dựa trên nền tảng X58 (LGA 1366 Socket) của Intel. Nó chia sẻ phần cứng giống hệt với Aurora ALX R1. Bộ vi xử lý chỉ gồm Core i7 (Nehelam lõi tứ và hexacore thế hệ đầu tiên). Số hiệu các model gồm: 920, 930, 940, 950, 960, 965, 975 (4 lõi), 980X (6 lõi), 990X (6 lõi). Hệ thống tản nhiệt bằng chất lỏng Sealed được lắp đặt. Nền tảng X58 cũng sử dụng vi xử lý Intel Xeon, nhưng không được dùng trên Aurora. R1 dùng ba kênh bộ nhớ và các tùy chọn card đồ họa chuyên dụng tương tự với dòng AMD HD 5000 Series như Nvidia GeForce 400 Series và Nvidia GeForce 500 SeriesTùy chọn Bộ nguồn bao gồm 525 watt Power Supply Unit, 875 watt Power Supply Unit và 1000W Power Supply Unit. Bộ nguồn và Bo mạch chủ hỗ trợ cả SLI và CrossfireX.
- The Aurora R5 - Thế hệ thứ năm của Aurora được ra mắt ngày 13/6/2016 và đã có thế mua 14/6/2016.

## Đối thủ cạnh tranh
- Asus
- AVADirect
- BOXX Technologies
- CyberpowerPC
- Digital Storm
- Falcon Northwest
- Micro-Star International
- Origin PC
- Puget Systems
- Razer Inc.
- Velocity Micro
  - Overdrive PC